# Разлогова Наталія Емілівна
Ната́лія Емілівна Разлогова (20 жовтня 1956, Софія, НРБ) — журналістка, кінокритик та перекладачка, онука болгарського революціонера Ніколи Разлогова, сестра відомого кінокритика Кирила Разлогова, дружина журналіста Євгена Додолєва, найбільш відома через свою дружбу з Віктором Цоєм.

## Біографія
Народилася в Болгарії в родині дипломата Еміля Миколайовича Разлогова, предки з боку батька — болгари. Дід по батьковій лінії — болгарський революціонер Нікола Разлогов (1885—1975). Дід по материнській лінії — радянський дипломат Олександр Бекзадян (1879—1938), вірменин; бабуся з боку матері — редакторка Олександра Благовіщенська. Дитинство провела у Франції.
Навчалася в Москві, закінчила спец.школу № 12 в Спасопесковськом провулку. У 1979 році закінчила Відділення структурної і прикладної лінгвістики (ВСіПЛ) філологічного факультету МДУ ім. Ломоносова.
Олександр Липницький каже, що Наталію Разлогову відрізняла в компанії кіношників «богемність і ерудиція».
У 1987 році на зйомках фільму «АССА», де вона працювала асистентом другого режисера Віктора Трахтенберга, познайомилася з Віктором Цоєм, лідером гурту "Кино", після чого між 25-річним музикантом і 31-річною журналісткою зав'язується роман. Щоліта вони відпочивали під Юрмалою у знайомих Наталії Разлогової.
Після загибелі Віктора Цоя в серпні 1990 року вийшла заміж за журналіста Євгена Додолєва (в листопаді 1991).
У 2020 році картини Віктора Цоя з архіву Наталії були виставлені в Галереї мистецтв KGallery), куратором експозиції виступив Дмитро Мишенін; виставка продемонструвала, що якби музикант не загинув у 1990 році, «він міг би стати ще й знаменитим художником». В одному з інтерв'ю куратор виставки пояснив, що Разлогова не продаватиме картини В. Цоя.

## Родина
- Чоловік — журналіст Євген Додолєв (нар. 1957)
- Брат — кінокритик Кирило Разлогов (нар. 1946)
- Старша сестра — провідний науковий співробітник, доктор філологічних наук Олена Разлогова (нар. 11.02.1948), викладає на філологічному факультеті МДУ[7][8].

## Відеографія
- Інтерв'ю Сергію Шолохову на фестивалі «Золотий Дюк» (з Віктором Цоєм), 1988 р.
- Інтерв'ю в передачі «Музобоз».
- Французький документальний фільм (уривки показані в передачі «Смерекова субмарина», саме інтерв'ю Наталія давала французькою мовою у "стіни Цоя" на Арбаті восени 1990 року).
- Інтерв'ю в передачі Кирила Разлогова "Культ Кіно" перед показом фільму "Голка" ("Игла").
- Автор фільму «Цой — Кіно» (Перший канал) до 50-річчя Віктора Цоя[9], в якому нею оприлюднена, що «раніше ніколи не видавалася», пісня Цоя «Атаман»[10][11][12][13].

## Публікації
Статті
- «Невидимыми нитками шьет „Игла“ саван псевдомолодёжному кино» (опубліковано у збірнику Союзиіформкіно «Думайте о рекламе», випуск 6, 1988 р.) — рецензія на фільм «Голка» («Игла»)
- «Звезда по имени Кино», «Музыкальная правда» № 25, серпень 2005

Переклади
- «Истекший срок рока», «Новый взгляд» № 2, березень 2010 (автор — Ж. Бастенер, пер. з французької Н. Разлогової)
- «Цой во плоти» (автор — Ж. Бастенер) «Музыкальная правда», № 11, 06.2011